# Pioneer 4
Pioneer 4 är en rymdsond som är del av Pioneerprogrammet. Den sköts upp den 3 mars 1959. Sonden färdades efter en lyckad uppskjutning till månen och passerade denna på 60 000 km avstånd och med en hastighet av 7 230 km/h. Den 18 mars 1959 gick sonden in i omloppsbana runt Solen. 

### Fotnoter
1. ↑  ”NASA Space Science Data Coordinated Archive” (på engelska). NASA. https://nssdc.gsfc.nasa.gov/nmc/spacecraft/display.action?id=1959-013A. Läst 26 mars 2020.